# Înaltul Comandament al Armatei (Germania Nazistă)
Oberkommando des Heeres (OKH) a fost înaltul comandament al armatei germane din 1936 până în 1945. Teoretic Oberkommando des Wehrmacht (OKW) comanda OKH. De fapt, situația după 1941 era cea în care OKW conducea direct oprațiunile pe fronul de vest în timp ce OKH comanda frontul rusesc.
Existau și Oberkommando der Marine (OKM) și Oberkommando der Luftwaffe (OKL) pentru marină și respectiv, forțele aeriene. Acestea erau teoretic subordonate OKW, dar în realitate acționau destul de independent.
Comandanții armatei (Oberbefehlshaber des Heeres, sau OBdH pe scurt) pentru Wehrmacht a fost,
- 1935 până în 1938, Generaloberst Werner von Fritsch;
- 1938 până la 19 decembrie 1941, Generalfeldmarschall Walther von Brauchitsch;
- 19 decembrie 1941 până la 30 aprilie 1945, Fuhrer și Reichskanzler Adolf Hitler;
- 30 aprilie 1945 până la 30 mai 1945, Generalfeldmarschall Ferdinand Schorner.

Urmând tradiția germană OBdH nu a planificat oprațiunile. Această sarcină a fost delegată statului major, deci cel mai important om în armată (și marină, dar mai puțin în Luftwaffe, care era comandată de Hermann Göring) era șeful statului major (Chef des Generalstabs des Heeres, sau Chef GenStdH pe scurt). Este de menționat faptul că armata a fost totdeauna factorul major în planificarea campaniilor. Astfel nu exista nici o planificare combinată a diferitelor servicii. Poziția de Oberkommando der Wehrmacht, care era prin definiție superioară OKH-ului, nu a fost intenționată pentru asta, și nici nu poseda resursele necesar.
Mai târziu, în timpul războiului, OKH a devenit responsabilă pentru tot mai puține sarcini, Adolf Hitler, asistat de Oberkommando des Wehrmacht (OKW), și-a însușit un rol tot mai important în planificarea și punerea în aplicare a operațiunilor. Spre exemplu, invazia Norvegiei a fost în totalitate planificată de OKH.
În timpul celui de-al treilea Reich, șefii statului major au fost,
- 1 octombrie 1933 - 31 octombrie 1938, General Ludwig Beck
- 1 septembrie 1938 - 24 septembrie 1942, Generaloberst Franz Halder
- 24 septembrie 1942 - 10 iunie 1944, Generaloberst Kurt Zeitzler
- 10 iunie 1944 - 21 iulie 1944, Generalleutnant Adolf Heusinger

21 iulie 1944 - 29 martie 1945, Generaloberst Heinz Guderian
1 aprilie 1945 - 30 aprilie 1945, General der Infaterie Hans Krebs
Atunci când Gitler a preluat comanda armatei la 19 decembrie 1941, importanța GenStdH a scăzut, și Hitler devenit tot mai responsabil cu planificarea oprațională.

## Steagul comandantului suprem al armatei germane
Designul acestui steag de comandă era foarte simplu. El expunea numai culorile naționaliste germane de bază, roșu, alb și o Cruce de Fier neagră. Pentru expunerea pe un vehicul steagul pătrat de 30 cm era pus într-o ramă de fier.
Deorece comandantul suprem al armatei germane ținea inevitabil rangul de Generalfeldmarschall, steagul de pe vehicol al acestui rang, era expus împreună cu steagul de comandă pe același vehicul.

## Steagul șefului al statului major german
Acest steag special a fost introdus numai pe 1 septembrie 1944. La acea dată Generaloberst Heinz Guderian era în post. Din cauza unor dispute violente cu Hitler el a fost lăsat la vatră pe 28 martie 1945, la numai 38 de zile de încetarea războiului. Așa a ajuns acest steag să fie asociat cu Guderian. Steagul era similar în unele aspecte cu steagul folosit de comandatul suprem al armatei germane. Diferența erau patru vulturi aurii adăugate în colțurile steagului. Mai mult o svastica albă a fost introdusă pe Crucea de Fier în centrul steagului.